# Lissonota transversostriata
Lissonota transversostriata là một loài tò vò trong họ Ichneumonidae.